# 대수학

대수학(代數學, 영어: algebra)은 일련의 공리들을 만족하는 수학적 구조들의 일반적인 성질을 연구하는 수학의 한 분야이다. 이렇게 일련의 추상적인 성질들로 정의되는 구조들을 대수 구조라고 하며, 그 예시로 반군, 군, 환, 가군, 체, 벡터 공간, 격자 등이 있다. 대수학은 취급하는 구조에 따라서 반군론, 군론, 환론, 선형대수학, 격자론, 정수론 등으로 분류된다.
기하학, 해석학, 정수론과 함께 대수학은 수학의 대분야 중 하나로 볼 수 있다. 대수학이란 용어는 단순한 산술적 수학을 가리키기도 하나, 수학자들은 군, 환, 불변량 이론과 같이 수 체계 및 그 체계 내에서의 연산에 대한 추상적 연구에 대해서 "대수학"이라는 용어를 자주 사용한다.

## 어원
algebra라는 명칭은 페르시아의 저명한 수학자인 콰리즈미(783~850)가 쓴 《약분·소거 계산론》(아랍어: الكتاب المختصر في حساب الجبر والمقابلة 알키탑 알묵타사르 피 히삽 알자브르 왈무까발라[*])에서 비롯되었다. 책의 원 제목에 있는 ‘자브르(아랍어: جبر)’는 (흩어진 것을) 묶는다는 뜻으로, 이 책에서는 방정식에서 항들을 묶어서 소거하는 것을 부르는 말로 쓰였다.
‘대수(代數)’라는 말은 수를 대신한다는 뜻으로, 수 대신 문자를 쓴다는 점에 착안한 번역어이다. ‘대수’라는 번역어는 드 모르간의 《Elements of Algebra》(1835)를 1859년 알렉산더 와일리와 이선란이 번역한 《대수학》에서 처음 쓰였다.

## 역사
고대의 대수학에 대한 주요 저서로는 에우클레이데스의 원론(기원전 3세기)이나 구장산술(3세기), 디오판토스의 산술(3세기) 등이 있다. 9세기에 페르시아의 수학자 콰리즈미는 《약분·소거 계산론》(820년)를 통해 대수학을 하나의 독립적인 분야로 정립했다. 이 책은 1145년 체스터의 로버트가 《알게브라와 알무카발라의 서(書)》(라틴어: Liber algebrae et almucabala)란 제목으로 라틴어로 번역한 뒤 다섯 세기에 걸쳐서 유럽의 대학에서 사용되었다. 여기서 "알게브라"(라틴어: algebra)와 "알무카발라"(라틴어: almucabala)는 해당하는 아랍어 단어를 음역한 것이다. 또한 콰리즈미의 저서인 "인도 수의 계산법"이 라틴어로 번역되면서 2차 방정식, 사칙연산, 십진법, 0 등의 개념이 소개되었다.
19세기 이후에는 에바리스트 갈루아가 대수 방정식을 연구하기 위해서 군이라는 대수적 구조를 도입하였고, 조지 불은 논리학을 연구하기 위해서 불 대수라는 대수적 구조를 정의하였다. 이후 현대 수학에서는 다비트 힐베르트의 공리 주의나 니콜라 부르바키 스타일에서 찾아볼 수 있듯이, 고전적인 대수학에서 상당히 거리가 추상화되어 있으며, 방정식의 해법은 "방정식론"(대수방정식론)이라는 대수학의 일부분에 불과하다.

## 대수학의 연구 분야
- 군론
- 환론
- 체론
- 정수론
- 대수기하학
- 추상대수학
- 선형대수학

## 같이 보기
- 대수 구조
- 대수학의 기본 정리
- 수학